# Piłka ręczna na Letnich Igrzyskach Olimpijskich 2008 – składy kobiet
Składy drużyn w piłce ręcznej kobiet na turniej olimpijski - Pekin 2008, który odbędzie się w dniach 9-23 sierpnia 2008 roku.

## Angola
Kadra Angoli na Igrzyska Olimpijskie, Pekin 2008 
Trener:  Vivaldo Francisco Eduardo

## Brazylia
Kadra Brazylii na Igrzyska Olimpijskie, Pekin 2008 
Trener:  Juan Oliver Coronado

## Chiny
Kadra Chin na Igrzyska Olimpijskie, Pekin 2008 
Trener:  Kang Jae Won

## Francja
Kadra Francji na Igrzyska Olimpijskie, Pekin 2008 
Trener:  Olivier Krumbholz

## Kazachstan
Kadra Kazachstanu na Igrzyska Olimpijskie, Pekin 2008 
Trener:  Lew Janijew

## Korea Południowa
Kadra Korei Południowej na Igrzyska Olimpijskie, Pekin 2008 
Trener:  Lim Young-chul

## Niemcy
Kadra Niemiec na Igrzyska Olimpijskie, Pekin 2008 
Trener:  Armin Emrich

## Norwegia
Kadra Norwegii na Igrzyska Olimpijskie, Pekin 2008 
Trener:  Marit Breivik

## Rosja
Kadra Rosja na Igrzyska Olimpijskie, Pekin 2008 
Trener:  Jewgienij Triefiłow

## Rumunia
Kadra Rumunii na Igrzyska Olimpijskie, Pekin 2008 
Trener:  Gheorghe Tadici

## Szwecja
Kadra Szwecji na Igrzyska Olimpijskie, Pekin 2008 
Trener:  Ulf Schefvert

## Węgry
Kadra Węgier na Igrzyska Olimpijskie, Pekin 2008 
Trener:  Janos Hajdu